# Матусива, Азор
Азо́р Матуси́ва (нидерл. Azor Matusiwa; родился 28 апреля 1998 года, Хилверсюм) — нидерландский футболист, полузащитник английского клуба «Ипсвич Таун».

## Клубная карьера
Азор Матусива начинал играть в футбол в клубе «Васмер» в родном Хилверсюме, а в возрасте тринадцати лет перешёл в «Алмере Сити». В 2013 году перебрался в академию амстердамского «Аякса», а спустя два года подписал с клубом трёхлетний контракт. В сезоне 2016/17 выступал в Эрстедивизи за «Йонг Аякс» — резервный состав амстердамцев. В первом дивизионе дебютировал 21 ноября 2016 года в матче против клуба «Йонг Утрехт», выйдя на замену в конце встречи. В дебютном сезоне принял участие в трёх матчах чемпионата, во всех выходил на замены.
В сезоне 2017/18 стал регулярно играть на позиции опорного полузащитника за «Йонг Аякс», в составе которого по итогам сезона стал победителем чемпионата первого дивизиона. 17 апреля 2018 года впервые попал в заявку на матч основного состава «Аякса», а 25 апреля его контракт с клубом был продлён до 2020 года. Первую игру в чемпионате Нидерландов провёл 6 мая в гостях против «Эксельсиора», выйдя в стартовом составе — встреча в Роттердаме завершилась волевой победой его команды со счётом 1:2. В конце декабря 2018 года было объявлено, что Азор до конца сезона будет выступать на правах аренды за «Де Графсхап» из Дутинхема. В новой команде дебютировал 20 января 2019 года в матче чемпионата с «Фортуной». До конца сезона принял участие в 16 матчах Эредивизи, а также 4 играх плей-офф чемпионата, по итогам которого клуб отправился в первый дивизион Нидерландов.

7 июня 2019 года «Аякс» объявил, что Азор продолжит карьеру в клубе «Гронинген». Технический директор клуба Марк-Ян Фледдерюс отметил прибытие полузащитника: 
Мы очень довольны прибытием Азора. Он игрок, который на наш взгляд очень хорошо сочетается с клубом «Гронинген». Он современный полузащитник, динамичный и универсальный. Азор обладает огромным драйвом, дуэльной силой и менталитетом победителя. Он получил хорошее образование в «Аяксе» и последние полгода в Дутинхеме показывают, что он также может участвовать в Эредивизи. Азор может хорошо играть в футбол, и мы рады, что он решил продолжить свою карьеру в «Гронингене»
.
31 августа 2021 года перешёл во французский клуб «Реймс», подписав пятилетний контракт. 12 сентября дебютировал в чемпионате Франции в матче против «Ренна».
13 июля 2025 года стал игроком английского «Ипсвич Тауна», подписав четырёхлетний контракт.

## Личная жизнь
Азор родился в семье беженцев из Анголы, в которой есть ещё четверо старших детей. В 2004 году им грозила депортация из Нидерландов, но в 2005 году его семье был выдан вид на жительство. Его старший брат Дианги тоже футболист, выступал за сборную Анголы, а ныне играет за любительский клуб.

## Достижения
«Йонг Аякс»
- Победитель Первого дивизиона Нидерландов: 2017/18

## Статистика по сезонам
| Клуб             | Сезон            | Лига | Лига | Кубок | Кубок | Прочие | Прочие | Итого | Итого |
| Клуб             | Сезон            | Игры | Голы | Игры  | Голы  | Игры   | Голы   | Игры  | Голы  |
| ---------------- | ---------------- | ---- | ---- | ----- | ----- | ------ | ------ | ----- | ----- |
| → Йонг Аякс      | 2016/17          | 3    | 0    | —     | —     | —      | —      | 3     | 0     |
| → Йонг Аякс      | 2017/18          | 24   | 0    | —     | —     | —      | —      | 24    | 0     |
| → Йонг Аякс      | 2018/19          | 3    | 0    | —     | —     | —      | —      | 3     | 0     |
| → Йонг Аякс      | Итого            | 30   | 0    | —     | —     | —      | —      | 30    | 0     |
| Аякс             | 2017/18          | 1    | 0    | 0     | 0     | —      | —      | 1     | 0     |
| Аякс             | Итого            | 1    | 0    | 0     | 0     | —      | —      | 1     | 0     |
| → Де Графсхап    | 2018/19          | 16   | 0    | 0     | 0     | 4      | 0      | 20    | 0     |
| → Де Графсхап    | Итого            | 16   | 0    | 0     | 0     | 4      | 0      | 20    | 0     |
| Гронинген        | 2019/20          | 23   | 0    | 1     | 0     | —      | —      | 24    | 0     |
| Гронинген        | 2020/21          | 22   | 0    | 1     | 0     | 1      | 0      | 24    | 0     |
| Гронинген        | 2021/22          | 3    | 0    | 0     | 0     | —      | —      | 3     | 0     |
| Гронинген        | Итого            | 48   | 0    | 2     | 0     | 1      | 0      | 51    | 0     |
| Реймс            | 2021/22          | 29   | 1    | 1     | 0     | —      | —      | 30    | 1     |
| Реймс            | 2022/23          | 30   | 0    | 1     | 0     | —      | —      | 31    | 0     |
| Реймс            | 2023/24          | 16   | 1    | 1     | 0     | —      | —      | 17    | 1     |
| Реймс            | Итого            | 75   | 2    | 3     | 0     | —      | —      | 78    | 2     |
| Всего за карьеру | Всего за карьеру | 170  | 2    | 5     | 0     | 5      | 0      | 180   | 2     |